# خوان ماغان
خوان مانويل ماغان غونزاليس ( بادالونا، إسبانيا ؛ 30 سبتمبر 1978 )، المعروف أيضًا باسم خوان ماغان(بالإسبانية:Juan   Magán)، هو منتج تسجيلات إسباني، وريمكسير، ودي جي، وملحن، وشاعر غنائي، ومغني، ويحمل أيضًا الجنسية الدومينيكانية.

## روابط خارجية
- الموقع الرسمي
 de Juan Magán
- JuanMagan على تويتر.
- خوان ماغان  على فيسبوك.
- . على يوتيوب
- خوان ماغان على إنستغرام
- خوان ماغان التسجيلات من ديسكاغز.كوم